# NGC 2281
NGC 2281 ist ein galaktischer Offener Sternhaufen vom Trumpler-Typ I3p im Sternbild Fuhrmann am Nordsternhimmel. Er hat eine Winkelausdehnung von 25,0′ × 25,0′ und eine scheinbare Helligkeit von 5,4 mag. Der Haufen ist etwa 1800 Lichtjahre entfernt und enthält rund 30 Sterne. Mit seinem Alter 300 Millionen Jahren hat der Haufen anderthalb Umläufe um das Zentrum der Milchstraße hinter sich gebracht und wird sich während des kommenden galaktischen Umlaufs wohl vollständig auflösen.
Das Objekt wurde am 4. März 1788 von Wilhelm Herschel entdeckt.

## Weblinks

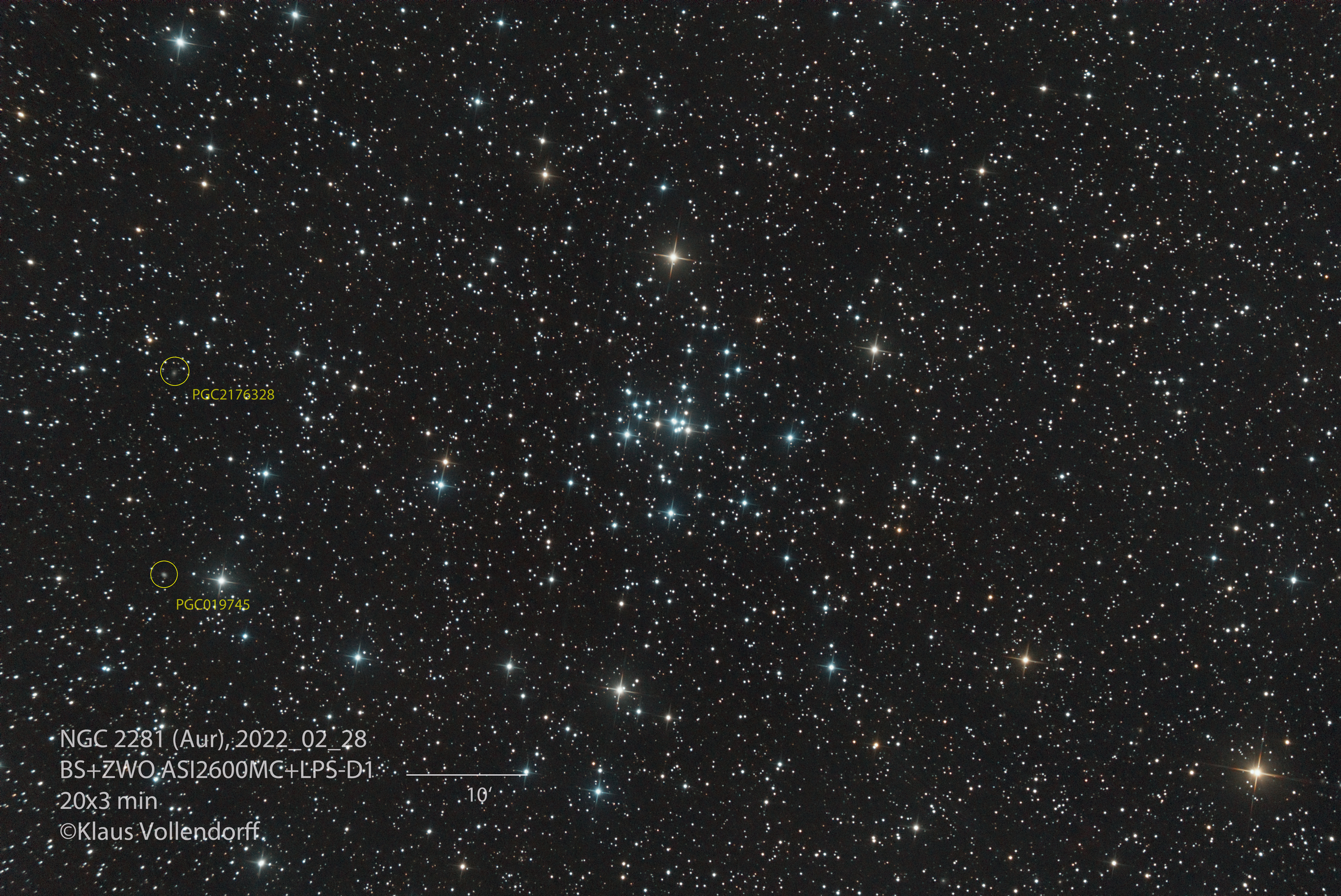